# صدر سائب

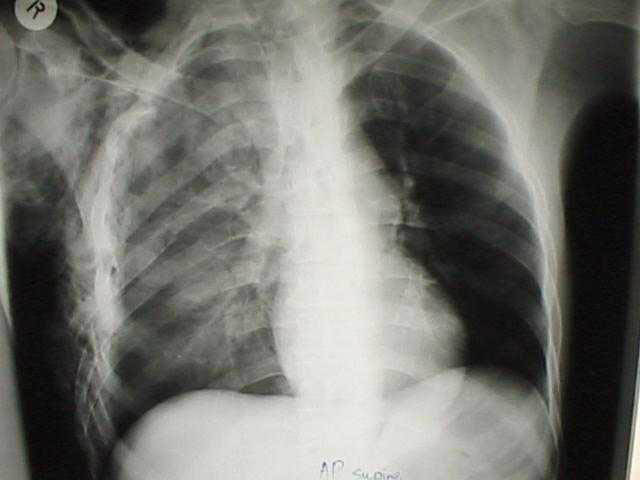
صورة أشعة لصدر متعرض للصدر السائب المرتبط بكدمة رئوية بالجهة اليمنى ونفاخ تحت الصدر

الصدر السائب هي حالة طبية مهددة للحياة تحدث عندما يتعرض جزء من القفص الصدري للكسر تحت تأثير ضغط كبير، ويصبح هذا الجزء غير متصل بجدار الصدر. تحدث عندما يتعرض العديد من الأضلاع المتجاورة للكسر في أماكن متعددة، ينفصل جزء، فيصبح هناك جزء من جدار الصدر يتحرك بشكل مستقل. عدد الأضلاع التي يجب أن تكون كسرت تختلف حسب اختلاف التعريفات: بعض المصادر تقول انه يجب على الأقل أن يكسر ضلعين متجاورين في مكانين مختلفين، وبعضها يتطلب كسر ثلاثة ضلوع أو أكثر وفي مكانين مختلفين أو أكثر. يتحرك الجزء السائب في الاتجاه المعاكس لباقي أجزاء جدار الصدر: و ذلك لأن الضغط المحيط بالمقارنة مع الضغط داخل بالرئتين، فيدخل للداخل بينما باقي أجزاء الصدر تخرج للخارج، والعكس صحيح. وهذا يقال له "تنفس تناقضي"" يزيد من العمل والألم المحتاج لعملية التنفس. اكتشفت الدراسات أن أكثر من نصف المصابين بالصدر السائب يتوفون.
الصدر السائب مصحوب بشكل دائم بكدمة رئوية، جزء من أنسجة الرئة سوف تتداخل مع الاكسجين في الدم. غالباً، الكدمة هي السبب في الفشل التنفسي والإصابات المتعددة، وليس الجزء السائب.

## العلامات والأعراض
من أعراض الصدر السائب ألم الصدر وضيق التنفس.

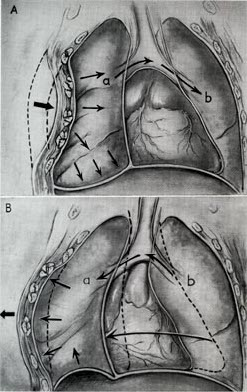
رسم بياني يوضح تصور الحركة التناقضية خلال عملية التنفس في الصدر السائب

الحركة التناقضية في الجزء السائب (المصاب) تحدث بسبب التغير في الضغط المرتبط بعملية التنفس التي يحتملها القفص الصدري:
- خلال عملية الشهيق الطبيعية، الحجاب الحاجز يتقلص والعضلات الوربية تسحب القفص الصدري للخارج. الضغط في القفص الصدري يصبح أقل من الضغط الجوي، والهواء يندفع في الرغامي. الجزء المصاب يسحب مع انخفاض الضغط بينما باقي أجزاء القفص الصدري تتمدد.
- خلال عملية الزفير الطبيعية، يسترخي الحجاب الحاجز والعضلات الوربية وتزيد الضغط الداخلي، وهذا يسمح لأعضاء البطن أن تدفع الهواء للأعلى وخارج القفص الصدري. على الرغم من ذلك، الجزء المصاب سوف يدفع للخارج بينما باقي اجزاء القفص الصري يتقلص.

حركة الاضلاع المستمرة في الصدر السائب في منطقة الكسر شديدة الألم، وليس لها علاج، والحواف الحادة للاضلاع المكسورة غالبا تحدث ثقب في الكيس الجنبي والرئتين وقد تسبب استرواح الصدر. القلق حول الرفرفة المنصفية (تغير المنصف مع الحركة التناقضية للحجاب الحاجز) لا تظهر لتكون مستحقة (ولذلك لا يؤخذ بها). الكدمة الهوائية شائعة مع الصدر السائب وقد تسبب توقف التنفس. وهذا بسبب الحركة التناقضية للاجزاء المصابة التي تقاطع التنفس الطبيعي وحركة الصدر. الحركة التناقضية الطبيعية مرتبطة بتصلب الرئة، مما يجعلها تتطلب عمل اضافي للتنفس الطبيعي، ويزيد من مقاومة الرئة، مما يصعب تدفق الهواء. توقف التنفس بسبب الصدر السائب يتطلب تنفس اصطناعي والبقاء لمدة أطول في وحدة العناية المركزة. الضرر الملحوق بالرئتين في الصدر السائب هو السبب المهدد للحياة.

### المرضى
تقريبا 1 من 13 مرضى يدخلون على مستشفى باضلاع مكسورة واكتشف فيما بعد أن لديهم صدر سائب.

### النتائج
معدل الموت في مرض الصدر السائب يعتمد على اختلاف الظروف النسبية من 10_25%.

## الأسباب
أكثر المسببات التي تؤدي إلى الإصابة في الصدر السائب هي حوادث المركبات، حوالي 76% من مرض الصدر السائب سببها حوادث المركبات. المسبب الرئيسي الثاني للصدر السائب هي السقوط وخاصة كبار السن. كبار السن هم الأكثر تعرضا للسقوط بسبب ضعف وهشاشة العظام، على خلاف الشباب الذين يكونون اقل تاثرا. الوقوع يسبب ما نسبته 14٪ من حوادث الصدر السائب.
الصدر السائب يحدث عندما يكون هناك كسرين أو أكثر في 3 اضلاع متجاورة أو أكثر، وهذا يسمح للجزء المكسور من القفص الصدري من التحرك وتغيير المكان بشكل مستقل عن باقي أجزاء جدار الصدر، كما يمكن حدوثه عندما يُكسر ضلع قريب إضافةً إلى غضروف صدري مخلوع يليه. حتى تحدث الإصابة، يجب ان تتواجد قوة كبيرة تؤثر على مساحة كبيرة من سطح القفص الصدري حتى تؤدي إلى كسور عدة أمامية وخلفية في الاضلاع. حوادث التدحرج والتصادم على الاغلب تؤدي إلى كسر واحد في الاضلاع - وحتى تحدث الإصابة في الصدر السائب يجب ان يكون هناك مؤثر قوي، كسر الاضلاع في مكانين أو أكثر. وهذا ممكن ان يحدث نتيجة لسقوط قوي أو حادث سير أو حادث قوي. من الممكن أن تحدث في كبار السن في حالات نادرة بسبب تلف العظام. لدى الأطفال المسبب للصدر السائب هو صدمة قوية بالأرض، أو الأمراض العظامية الايضية مثل تَكَوُّنُ العَظْمِ النَّاقِص.

## العلاج
علاج الصدر السائب بداية يكون بعلاج الصدمة المتقدمة لدعم الحياة. ثم نبدا بتقديم علاج يتضمن:
- تسكين جيد يتضمن الكتل الوربية، مع تجنب المسكنات المخدرة بقدر الإمكان؛ فهذا يوفر تهوية أفضل، وزيادة الحجم المدّيّ، وكمية الدم المؤكسد.
- ضغط التهوية الإيجابي، يضبط بدقة جهاز التهوية لمنع الضغط الرئوي.
- استخدام أنابيب الصدر.
- تعديل وضعية المريض لجعله أكثر راحة وتقليل الالم.
- غسيل رئوي مكثف

الاجراءات الجراحية قد تساعد في التقليل من مدة الدعم في التنفس الصناعي والمحافظة على عمل الرئة.

## المعالجة الطبيعية
لكي تبدأ عملية إصلاح وإعادة تأهيل للمريض بمرض الصدر السائب من المهم ان تعالج المريض من الألم حتى يصبح قادراً على عمل الانشطة التي تساعده في الشفاء، خلال الظروف التي سببتها الأجزاء السائبة في الجهاز التنفسي، المعالجة الصدرية ضرورية لتقليل التعقيدات اللاحقة. الاماكن المناسبة والصحيحة للجسم هي المفتاح للحل، وتشمل انتظام أعضاء الجسد من أجل تصريف مناسب للإفرازات المخاطية. العلاج سيشمل عمليات متنوعة من تنظيم أماكن عضلات الصدر وتغييرات وتعديلات من أجل تعديل وتقويم عملية التنفس كي تصبح طبيعية. خلال عملية إعادة التقويم، يجب القيام بتمارين متنوعة في الجهاز التنفسي وذلك مهم للسماح لجدار الصدر بالعودة إلى وضعه الطبيعي وظروفه الطبيعية. تمارين الجهاز التنفسي أيضًا تشمل عملية السعال. كذلك يتم إعطاء المريض تمارين حركية من اجل تقليل ضمور الجهاز العضلي في مراحل متقدمة، وتُضاف تمارين مقاومة المرض للعلاج وخاصة لمناطق الكتف والسواعد للذين تعرضوا للحادث.
بالإضافة إلى أنه يتم عمل تمارين جذعية أثناء الجلوس وفي المراحل المتقدمة من العلاج يصبح إجراؤها ممكناً أثناء الوقوف.
وايضا تمارين ثني الورك ممكن القيام بها لتمديد القفص الصدري. وهذا يحدث من خلال الاستلقاء على سطح ناعم، من خلال ثني الركبة والورك باتجاه الصدر. وفي هذه الحالة يجب أن تكون الركبة بمحاذاة الصدر أثناء شهيق وزفير المريض. وهذه التمارين يجب ان تُمارس خلال 3 جلسات ويعاد من 6 إلى 8 مرات مع توقف بين الجلسات. وعلى المصاب أن يحافظ على التنفس المنتظم.
أخيرا، المريض يجب أن يبرمج على المشي وإصلاح وضعية الجسد أثناء المشي قبل أن يخرج المريض من المستشفى، كما يجب أن يكون قادراً على القيام بالتمارين الحركية للصدر، حتى يصبح بحالة جيدة.

## روابط اضافية
- Trauma.org - Trauma Surgery, Injury & Critical Care نسخة محفوظة 13 مايو 2008 على موقع واي باك مشين. (info, images, and video of paradoxical flail-segment motion).